# Jean Marie Vũ Tất
Jean Marie Vũ Tất (Bến Thôn, 10 marzo 1944) è un vescovo cattolico vietnamita, dal 29 agosto 2020 vescovo emerito di Hưng Hóa.

## Biografia

### Infanzia e formazione
Jean Marie Vũ Tất è nato il 10 marzo 1944 a Bến Thôn, località nel comune di Dị Nậu, oggi parte di Hanoi.  Ha studiato presso il seminario minore San Giuseppe di Sơn Lộc, nel comune di Son Tay, sempre ad Hanoi. Dal 1969 al 1987 ha seguito privatamente i corsi di filosofia e di teologia presso il vescovado, lavorando al tempo stesso per mantenersi. Successivamente ha completato la sua formazione nel seminario maggiore di Hanoi.

### Ministero sacedotale
È stato ordinato presbitero il 1º aprile 1987 dal futuro cardinale Paul Joseph Phạm Đình Tụng. La celebrazione si è svolta in segreto perché le autorità governative, dopo anni di attese, ancora non avevano concesso i permessi.
Dopo l'ordinazione si è incardinato nella diocesi di Hưng Hóa, svolgendo negli anni successivi gli incarichi di responsabile della pastorale vocazionale della diocesi e di assistente dell'amministratore diocesano. Nel 1995 è stato inviato a Roma per studiare alla Pontificia università urbaniana, dove ha ottenuto la licenza in diritto canonico, e successivamente è stato inviato a Parigi per frequentare un corso di studi pastorali all'Institut catholique de Paris.
Tornato in patria nel 1998 è stato assistente al vescovado e responsabile della pastorale missionaria della provincia di Lao Cai fino al 2003, parroco di Bách Lộc e dal 1999 professore di diritto canonico al seminario maggiore di Hanoi, diventandone poi vicerettore nel 2005.

### Ministero episcopale
Il 29 marzo 2010 papa Benedetto XVI lo ha nominato vescovo ausiliare di Hưng Hóa, assegnandogli la sede titolare di Tisiduo.
Ha ricevuto l'ordinazione episcopale per l'imposizione delle mani del vescovo  di Hưng Hóa Antoine Vũ Huy Chương il 15 giugno seguente.
Un anno dopo, il 1º marzo 2011, con il trasferimento di Antoine Vũ Huy Chương a Ðà Lat, è stato nominato vescovo di Hưng Hóa. Ha preso possesso della diocesi il 22 marzo successivo.
Ha retto la sua diocesi per nove anni e mezzo, ritirandosi per raggiunti limiti d'età il 29 agosto 2020.

## Genealogia episcopale e successione apostolica
La genealogia episcopale è:
- Cardinale Scipione Rebiba
- Cardinale Giulio Antonio Santori
- Cardinale Girolamo Bernerio, O.P.
- Arcivescovo Galeazzo Sanvitale
- Cardinale Ludovico Ludovisi
- Cardinale Luigi Caetani
- Cardinale Ulderico Carpegna
- Cardinale Paluzzo Paluzzi Altieri degli Albertoni
- Papa Benedetto XIII
- Papa Benedetto XIV
- Papa Clemente XIII
- Cardinale Marcantonio Colonna
- Cardinale Giacinto Sigismondo Gerdil, B.
- Cardinale Giulio Maria della Somaglia
- Cardinale Carlo Odescalchi, S.I.
- Cardinale Costantino Patrizi Naro
- Cardinale Lucido Maria Parocchi
- Papa Pio X
- Papa Benedetto XV
- Papa Pio XII
- Cardinale Eugène Tisserant
- Papa Paolo VI
- Arcivescovo Angelo Palmas
- Vescovo Pierre Nguyễn Huy Mai
- Vescovo Paul Nguyễn Văn Hòa
- Vescovo Antoine Vũ Huy Chương
- Vescovo Jean Marie Vũ Tất

La successione apostolica è:
- Vescovo Alphonse Nguyễn Hữu Long, P.S.S. (2013)